# Yutmaru Sar
El Yutmaru Sar és una muntanya de l'Hispar Muztagh, una serralada secundària del gran massís del Karakoram, al Pakistan. Amb els seus 7.283 metres és la 88a muntanya més alta de la Terra. Es troba a l'oest del Kanjut Sar, al sud de Yukshin Gardan Sar i al sud-oest del Pumari Chhish.
La primera ascensió al Yutmaru Sar va tenir lloc el 1980 per una expedició japonesa composta per cinc membres. El 22 de juliol Masahiro Motegi, Tadao Sugimoto i Yu Watanabe van arribar al cim. La ruta d'ascens partia de Nagar per anar a buscar la glacera del Yutmaru, i ascendir per l'aresta oest cap al cim.